# HIP2
HIP2‏ (Ubiquitin conjugating enzyme E2 K) هوَ بروتين يُشَفر بواسطة جين HIP2 في الإنسان.